# Osmiro Silva
Osmiro Silva, född 9 oktober 1961, är en friidrottare från Brasilien. Han deltog vid olympiska sommarspelen 1992 och olympiska sommarspelen 2000.